# Панченко, Виктор Вячеславович
Ви́ктор Вячесла́вович Па́нченко (29 мая 1963, Георгиевск, Ставропольский край, РСФСР, СССР) — советский и российский футболист, нападающий. После завершения игровой карьеры — футбольный агент, имеющий лицензию РФС.

## Карьера
Начинал занятия футболом в Георгиевске, в местной футбольной школе. Первый тренер — Г. В. Томасян. Затем Панченко взяли в группу подготовки «Машука» из соседнего Пятигорска. Вместе со сборной «Трудовых резервов» выиграл первенства РСФСР и Союза, одновременно сумел окончить школу с золотой медалью.
В 1980—1981 провел два года в дубле «Динамо» Ставрополь, а в 18 лет зачислен в состав «Турбины» Брежнев. Играл на первенство города, за заводскую команду. В 1985—1986, проходя армейскую службу, играл за «Спорт» Таллин. В 1987—1988, 1990—1991 годах выступал за липецкий «Металлург» во 2-й лиге чемпионата СССР. В общей сложности провел за этот клуб 120 игр и забил 63 гола, что является одним из лучших показателей в истории клуба.
Переход Панченко в новороссийский «Цемент» стал одним из первых случаев в СССР (наряду с переходом Олега Саленко из «Зенита» в «Динамо» Киев), когда за футболиста были заплачены деньги — 6,5 тыс. рублей. Пропустил большинство сезона-1990 из-за травмы и неудачной операции.
На высшем уровне выступал за московский «Локомотив» и «КАМАЗ» Набережные Челны. Лучший бомбардир чемпионата России 1993 года (21 гол). 26 марта 1994 года в матче с владикавказским «Спартаком» забил пять мячей. Кроме Панченко за всю историю чемпионатов России пять мячей в одной игре забивали только Олег Веретенников в 1998 году и Матео Кассьера в 2024 году.
Обладал сильным ударом с правой ноги, также отличался хорошим голевым чутьём, нередко забивая мячи в результате рикошетов, когда мяч отскакивал в ворота от различных частей тела.
В 1993 году был включён в список 33 лучших футболистов чемпионата России на втором месте. Закончил карьеру в 1997 году в клубе «Торпедо» Георгиевск. Позже был главным тренером, президентом и главным спонсором клуба. Стал одним из первых официальных футбольных агентов в России.
В мае 2008 года Панченко был назначен на должность руководителя селекционного отдела московского ЦСКА вместо Владимира Салькова. Ранее Панченко в рамках своей агентской деятельности был причастен к ряду приобретений армейского клуба. Также работал на аналогичной должности в «Динамо» Москва, спортивным директором в ФК «Химки», директором селекционно-аналитического департамента ФК «Локомотив» Москва. Является руководителем благотворительного фонда своего имени.
В июле 2019 года назначен на должность генерального директора клуба СКА (Ростов-на-Дону), а с октября 2019 до июля 2021 года работал спортивным директором ростовской команды.
2 июля 2022 года был официально объявлен спортивным директором «Новосибирска». 7 сентября того же года сибирский клуб сообщил о расторжении договора с Панченко по взаимному соглашению сторон.
Вернулся в СКА в 2023 году.

## Семья
Первая супруга Елена, скончалась, сын Кирилл Панченко, нападающий. Вторая супруга Жанна, скончалась, сын Филипп.